# Boku no Kanojo ga Majime Sugiru Shojo Bitch na Ken
Boku no Kanojo ga Majime Sugiru Shojo Bitch na Ken (僕の彼女がマジメ過ぎる処女ビッチな件 Boku no Kanojo ga Majime Sugiru Shojo Bicchi na Ken?, lit. Mi novia es una puta virgen que es demasiado seria), también conocida por su nombre en inglés My Girlfriend is Shobitch, es una serie de manga japonés escrita e ilustrada por Namiru Matsumoto. Se serializó en línea en Niconico Seiga desde el 20 de julio de 2015 hasta el 13 de septiembre de 2019 y Kadokawa Shōten la compilo en 8 volúmenes tankōbon. Una adaptación de anime animada por los estudios Diomedéa y Studio Blanc se emitió del 12 de octubre al 13 de diciembre de 2017.

## Sinopsis
Sin nada que perder, el estudiante de secundaria Haruka Shinozaki se le confiesa a la hermosa y diligente representante de la clase, Akiho Kosaka, y para su sorpresa, ella acepta. Akiho se toma las citas tan en serio como todos lo demás, pero no lo entiende del todo, ya que sugiere pragmáticamente actividades que son demasiado sexuales.

## Personajes
Haruka Shinozaki (篠崎 遥 Shinozaki Haruka?)
 Seiyū: Mitsuhiro Ichiki
Haruka es un chico tímido y amable que está en segundo año de secundaria. Es bastante popular entre las chicas de su vecindario, pero desconoce, o simplemente no le interesa, sus inclinaciones románticas hacia él. Tiene fantasías sexuales, pero es demasiado tímido para expresarlas. Ha estado enamorado de Akiho desde que estaba en el primer año de la escuela secundaria, pero una vez que ella acepta convertirse en su novia, descubre algunas cosas sobre ella a las que le cuesta acostumbrarse.
Akiho Kosaka (香坂 秋穂 Kosaka Akiho?)
 Seiyū: Aoi Yūki
Akiho es una estudiante modelo de segundo año de secundaria hermosa, de apariencia distante y una chica popular en su clase, y el interés amoroso de Haruka. Sin embargo, ella no tiene absolutamente ninguna experiencia con las relaciones íntimas y, por lo tanto, tiende a sobreanalizar este tema en su nerviosismo. Tiene la costumbre de abordar los temas sexuales de una manera sencilla, un rasgo que su madre le inculcó a una edad temprana.
Shizuku Ariyama (有山 雫 Ariyama Shizuku?)
 Seiyū: Larissa Tago Takeda
Shizuku es una animada estudiante de tercer año de secundaria y amiga de la infancia de Haruka, que simplemente la ve como una hermana mayor y, por lo tanto, se dirige a ella como tal. Sin embargo, recientemente también se ha interesado románticamente en Haruka y hace varias alusiones juguetonas y obvias hacia él, a pesar de que es demasiado tímida para tomar la iniciativa cuando las cosas pueden ponerse serias.
Rina Saijō (西城 梨奈 Saijō Rina?)
 Seiyū: Natsumi Yamada
Rina es una chica carismática de una familia adinerada que se trasladó a la escuela de Haruka en busca de un novio. Al igual que Akiho, es muy liberal al hablar de asuntos relacionados con el sexo, pero como anteriormente asistía a una escuela para niñas y solo podía encontrar romance con otras chicas, su experiencia en el romance con hombres es prácticamente inexistente. Tiene dos perros, Butter y Margarine, a quienes considera seres humanos.
Kanata Shinozaki (篠崎 奏多 Shinozaki Kanata?)
 Seiyū: Yuki Yagi
Kanata es la hermana menor de Haruka por un año, que adopta un patrón de comportamiento similar al de un gato y rara vez se la ve sin su chaqueta con capucha de orejas de gato. Está muy enamorada de su hermano mayor y se considera la única chica lo suficientemente linda como para ser su novia. Una de sus interacciones favoritas con él es que la acaricie en la cabeza.
Saori Igarashi (五十嵐沙織 Igarashi Saori?)
 Seiyū: Juri Nagatsuma
Saori es la compañera de clase de Haruka y Akiho, así como la presidenta de la clase. Ella es una moralista y una chica mojigata que tiende a reaccionar de forma exagerada, volviéndose histérica sin ninguna razón plausible.
Sayo Shizumori (静森早夜 Suzumori Sayo?)
 Seiyū: Miki Hase
Sayo es una chica que mantiene su cabello colgando frente a sus ojos. Es muy tímida en las relaciones personales, pero le gusta espiar a las parejas románticas y emocionarse con lo que ve.
Misaki Aikawa (愛川美咲 Aikawa Misaki?)
 Seiyū: Juri Nagatsuma
Misaki es una compañera de clase y amiga de Kanata que trabaja a tiempo parcial en una heladería. Como Akiho, tiende a asociar los sucesos cotidianos con fantasías relacionadas con el sexo; pero a diferencia de Akiho, ella es terriblemente tímida acerca de su imaginación puberal.
Seiya Hoshikawa (星川 聖夜 Hoshikawa Seiya?)
 Seiyū: Arthur Lounsbery
Hoshikawa es el compañero de clase de Haruka y un chico guapo, aunque narcisista, que disfruta de la atención romántica de casi todas las chicas de la escuela. Sin embargo, Hoshikawa solo está interesado en las relaciones de hombre a hombre, especialmente con Haruka, quien naturalmente no se da cuenta del significado más profundo de las alusiones de Hoshikawa.
Ichika Omori (大森一華 Omori Ichika?)
 Seiyū: Megumi Nakamura
Es la maestra de educación física y de salón de clases de Haruka y Akiho, y excompañera de escuela y amiga de Aoi Koshimizu.
Aoi Koshimizu (小清水葵 Koshimizu Aoi?)
 Seiyū: Iori Nomizu
Ella es una de las maestras de la escuela de Haruka, así como la enfermera de la escuela. Es bastante lujuriosa y se queda mucho tiempo después de las horas de cierre en la enfermería para recibir y ser "entretenida" por estudiantes varones seleccionados.
Fuyumi Kosaka (香坂 冬美 Kosaka Fuyumi?)
 Seiyū: Aya Saitō
Fuyumi es la madre de Akiho, que se parece mucho a su hija tanto en apariencia como en comportamiento.
Natsuo Kosaka (香坂 夏雄 Kosaka Natsuo?)
 Seiyū: Jun Miyamoto
Natsuo es el padre de Akiho, quien en personalidad y apariencia comparte muchas similitudes con Haruka y, a pesar de los años que han pasado juntos, todavía lo toman por sorpresa las peculiaridades de su esposa.

## Media

### Manga
Boku no Kanojo ga Majime Sugiru Shojo Bitch na Ken está escrito e ilustrado por Namiru Matsumoto. Se serializó en línea en Niconico Seiga del 20 de julio de 2015 al 13 de septiembre de 2019, y también se serializó en Comic Walker y Comic Newtype. Los capítulos individuales se recopilan en ocho volúmenes tankōbon publicados por Kadokawa Shōten.
| Volúmenes de manga publicados | Volúmenes de manga publicados | Volúmenes de manga publicados                            |
| Número                        | Fecha de publicación          | ISBN                                                     |
| ----------------------------- | ----------------------------- | -------------------------------------------------------- |
| 1                             | 9 de abril de 2016            | ISBN 9784041041468                                       |
| 2                             | 26 de octubre de 2016         | ISBN 9784041048740                                       |
| 3                             | 25 de marzo de 2017           | ISBN 9784041055502                                       |
| 4                             | 10 de agosto de 2017          | ISBN 9784041059852                                       |
| 5                             | 10 de octubre de 2017         | ISBN 9784041059869                                       |
| 6                             | 26 de mayo de 2018            | ISBN 9784041064214 ISBN 9784041064221 (edición limitada) |
| 7                             | 10 de enero de 2019           | ISBN 9784041077146                                       |
| 8                             | 10 de diciembre de 2019       | ISBN 9784041080986                                       |

### Anime
Una adaptación de la serie a anime de 10 episodios se emitió del 12 de octubre al 13 de diciembre de 2017. El anime está dirigido por Nobuyoshi Nagayama y está animado como una colaboración entre los estudios Diomedéa y Studio Blanc. Los guiones están escritos por Hideki Shirane y los diseños de personajes son de Shōko Yasuda. Nippon Columbia produjo la música. Se incluyó un episodio de animación de video original con el sexto volumen del manga. El tema de apertura es "Eien Labyrinth" (永遠ラビリンス Eien Eabirinsu?, lit. Laberinto eterno) interpretado por Aoi Yūki, y el tema de cierre es "Koi no Himitsu" (恋のヒミツ?  lit. El secreto del amor) interpretado por Pua:re. Sentai Filmworks obtuvo la licencia de la serie y la transmitió en Anime Strike en Estados Unidos, en Hidive fuera de los Estados Unidos, y en AnimeLab en Australia y Nueva Zelanda. Sentai Filmworks lanzó la serie para videos caseros con doblaje en inglés el 12 de febrero de 2019.